# Milačevići
Milačevići (cyr. Милачевићи) – wieś w Bośni i Hercegowinie, w Republice Serbskiej, w gminie Srebrenica. W 2013 roku liczyła 103 mieszkańców.